# Przezimowanie (powieść)
Przezimowanie – nastrojowa, poetycko napisana powieść Kate Moses o ostatnich miesiącach życia amerykańskiej poetki, Sylvii Plath.
Małżeństwo pisarki z poetą Tedem Hughesem już się rozpadło, ale autorka Kate Moses robi wiele retrospekcji, pokazując toksyczność Aurelii Plath - matki Sylvii, szczęśliwe chwile małżeństwa, sukcesy literackie.
Sylvia przyjechała ze Stanów Zjednoczonych na stypendium do Anglii. W niecały rok po poznaniu Teda wyszła za niego za mąż. Mieli dwoje dzieci, Fridę i Nicka, kupili stary i zniszczony, ale piękny dom Court Green na wsi, z dala od Londynu i tam prowadzili szczęśliwe życie. Pisali na zmianę, jedno przed, drugie po południu, ale w tym okresie to Ted odnosił większe sukcesy. Hodowali pszczoły, mieli własne jabłka - Sylvia z pasją uprawiała ogród.
Ich szczęście skończyło się, gdy podnajęli swoje londyńskie mieszkanie młodemu małżeństwu. Assia szybko okręciła Teda wokół palca swą egzotyczna urodą i oryginalnością. Wkrótce wyprowadził się z domu. Sylvia zamieszkała z dziećmi w Londynie, w wynajętym mieszkaniu (w którym dzieciństwo spędził Yeats). Było jej bardzo ciężko z dwójką małych, często chorych dzieci, z traumą po rozstaniu, początkowo bez telefonu i stałych dochodów. Ted czasem zajmował się dziećmi, ale nie było mowy o powrocie. Stopniowo Sylvia zaczęła odnosić sukcesy literackie, ale nieubłaganie wpadała w depresję, taką, jak w Szklanym kloszu. Uparcie odmawiała powrotu do Ameryki, obawiając się ponownego uzależnienia od matki.
W końcu popełniła samobójstwo. Zamknęła dzieci w pokoju z otwartymi oknami, dała im jedzenie i picie, a sama odkręciła w kuchni gaz.